# FIFA-Weltfußballer des Jahres 2009

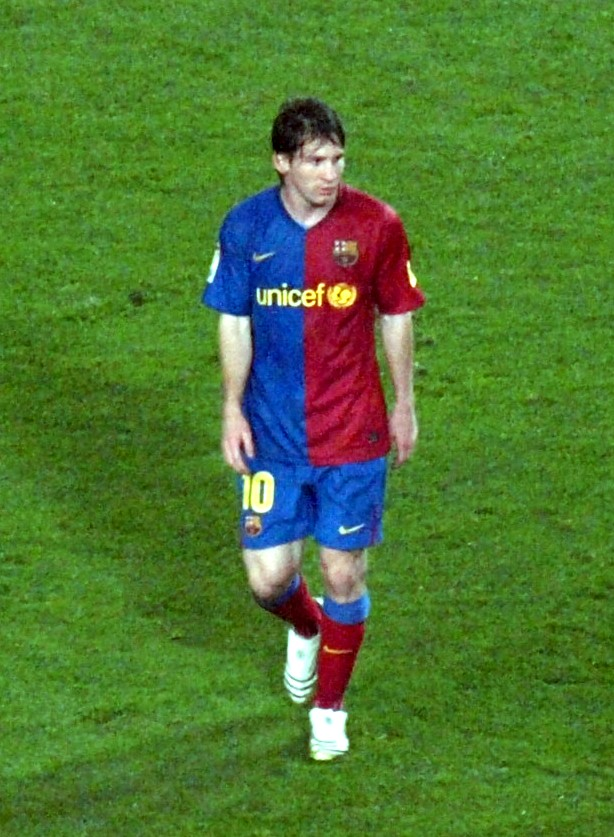
FIFA-Weltfußballer des Jahres 2009
Lionel Messi

Der FIFA-Weltfußballer des Jahres 2009 (damals noch FIFA World Player) wurde am 21. Dezember 2009 im Kongresshaus Zürich gekürt. Es war die 19. Vergabe der 1991 vom Fußballweltverband FIFA eingeführten Auszeichnung „FIFA-Weltfußballer des Jahres“ und die letzte, ehe der Preis als Verschmelzung mit dem Ballon d’Or gemeinsam mit der französischen Fachzeitschrift France Football unter dem Titel FIFA Ballon d’Or vergeben wurde. Gewinner der Auszeichnung war der Argentinier Lionel Messi.

## Abstimmungsmodus
Der Gewinner wurde durch eine Abstimmung unter 147 Nationaltrainern und 147 Nationalmannschaftskapitänen ermittelt. Diese nannten jeweils die drei ihrer Meinung nach besten Fußballer, wobei keiner der drei aus ihrem eigenen Land stammen durfte. Eine Nennung an Platz eins brachte fünf Punkte, ein zweiter Platz drei Punkte, der dritte Platz einen Punkt. Danach wurden die Punkte addiert.

## Ergebnis
- Platzierung: die Platzierung, die ein Spieler erzielt hat.
- Name: Name des ausgezeichneten Spielers.
- Nationalität: Nationalität des ausgezeichneten Spielers.
- Verein: Verein, für den der Spieler in dem Kalenderjahr aktiv war. Wenn ein Spieler den Verein gewechselt hat, wird der abgebende Verein an erster Position genannt.
- Stimmen: die insgesamt erhaltenen Stimmen aller Länder.

| Platzierung | Name               | Nationalität   | Verein                          | Stimmen |
| ----------- | ------------------ | -------------- | ------------------------------- | ------- |
| 1.          | Lionel Messi       | Argentinien    | FC Barcelona                    | 1056    |
| 2.          | Cristiano Ronaldo  | Portugal       | Manchester United / Real Madrid | 352     |
| 3.          | Xavi               | Spanien        | FC Barcelona                    | 196     |
| 4.          | Kaká               | Brasilien      | AC Mailand / Real Madrid        | 190     |
| 5.          | Andrés Iniesta     | Spanien        | FC Barcelona                    | 134     |
| 6.          | Fernando Torres    | Spanien        | FC Liverpool                    | 128     |
| 7.          | Didier Drogba      | Elfenbeinküste | FC Chelsea                      | 113     |
| 8.          | Steven Gerrard     | England        | FC Liverpool                    | 64      |
| 9.          | Samuel Eto’o       | Kamerun        | FC Barcelona / Inter Mailand    | 54      |
| 10.         | Wayne Rooney       | England        | Manchester United               | 45      |
| 11.         | Frank Lampard      | England        | FC Chelsea                      | 31      |
| 12.         | Michael Ballack    | Deutschland    | FC Chelsea                      | 27      |
| 12.         | John Terry         | England        | FC Chelsea                      | 27      |
| 14.         | Zlatan Ibrahimović | Schweden       | Inter Mailand / FC Barcelona    | 22      |
| 15.         | Gianluigi Buffon   | Italien        | Juventus Turin                  | 19      |
| 15.         | Michael Essien     | Ghana          | FC Chelsea                      | 19      |
| 17.         | Iker Casillas      | Spanien        | Real Madrid                     | 17      |
| 18.         | Carles Puyol       | Spanien        | FC Barcelona                    | 14      |
| 19.         | Diego              | Brasilien      | Werder Bremen / Juventus Turin  | 8       |
| 19.         | David Villa        | Spanien        | FC Valencia                     | 8       |
| 21.         | Franck Ribéry      | Frankreich     | FC Bayern München               | 7       |
| 22.         | Thierry Henry      | Frankreich     | FC Barcelona                    | 6       |
| 23.         | Luís Fabiano       | Brasilien      | FC Sevilla                      | 2       |